# FC Jazz

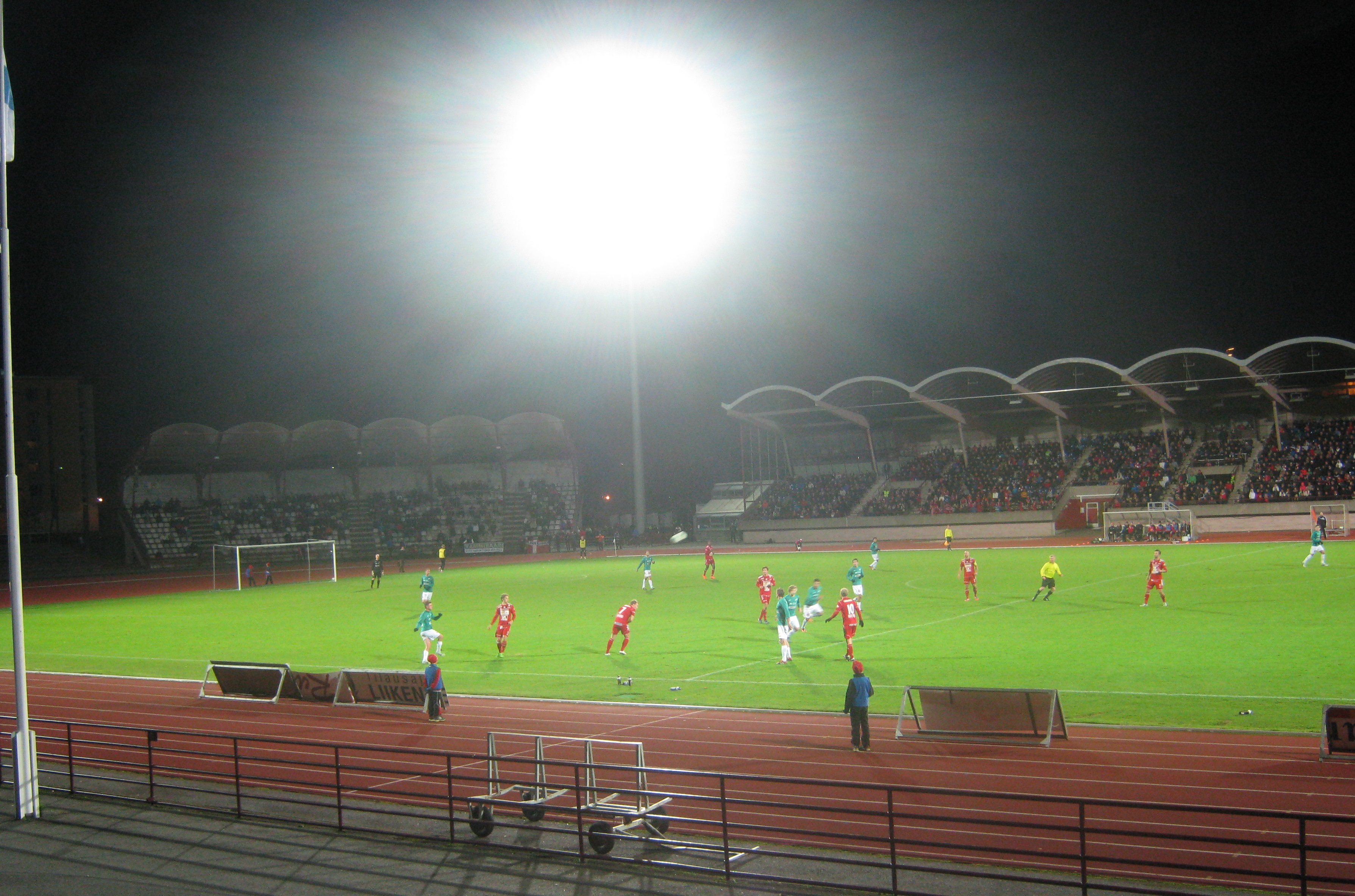
Kvalmatch till Ettan mellan FC Jazz och Ekenäs IF på Björneborg stadion, 12 oktober 2013.

FC Jazz är en fotbollsklubb i Björneborg i Finland, bildad 1934 som Porin Pallotoverit (PPT) för att 1991 byta namn till FC Jazz efter den årliga jazzfestivalen Pori Jazz på orten. Klubben spelar i Tvåan, som är den tredje högsta fotbollsserien i Finland.

## Historia
Klubben spelade 19 säsonger i Tipsligan (Finlands högsta division i fotboll för herrar) mellan 1984 och 2004 och blev finska mästare åren 1993 och 1996. År 1995 nådde man final i den Finska cupen och 1994 i Finska Ligacupen. I mars 2005 begärdes klubben i konkurs.
År 2006 började klubben spela i Satakunda region Division 5 med namnet FC Jazz-juniorit. Två år senare blev FC Jazz-j befordrad till Tvåan, vilket är den lägsta nationella serienivån i finsk fotboll. Sedan 2010 har klubben återigen börjat använda namnet FC Jazz. Klubben kvalificerade sig för Ettan år 2013.
Publikrekord för FC Jazz är 11 193, i sista omgångens match mot MyPa år 1993.

## Europeiska turneringar
| Tävling                         | Runda                         | Klubb               | Hemma | Borta | Totalt |
| ------------------------------- | ----------------------------- | ------------------- | ----- | ----- | ------ |
| Uefacupen 1994/1995             | Kvalomgång                    | FC Köpenhamn        | 0-4   | 1-0   | 1-4    |
| Uefacupen 1996/1997             | Inledande omgång              | GÍ Gøta             | 3-1   | 1-0   | 4-1    |
| Uefacupen 1996/1997             | Qualifying round              | FC Dynamo Moscow    | 1-3   | 1-1   | 2-4    |
| Uefa Champions League 1997/1998 | Första kvalificeringsomgången | FC Lantana          | 2-0   | 1-0   | 3-0    |
| Uefa Champions League 1997/1998 | Andra kvalificeringsomgången  | Feyenoord           | 1-2   | 2-6   | 3-8    |
| Uefacupen 1997/1998             | Första omgången               | 1860 München        | 0-1   | 1-6   | 1-7    |
| Intertotocupen 2001             | Första omgången               | Gloria Bistrița     | 1-0   | 1-2   | 2-2    |
| Intertotocupen 2001             | Andra omgången                | Paris Saint-Germain | 1-4   | 0-3   | 1-7    |

## Tidiga spelare
- Jarmo Alatensiö
- Hasan Cetinkaya
- Timo Furuholm
- Juri Gavrilov
- Piracaia
- Mika Sankala
- Antti Sumiala